# Terry Beasley
Terry Beasley (Montgomery, Alabama; 5 de febrero de 1950-Moody, Alabama; 31 de enero de 2024) fue un jugador estadounidense de fútbol americano que jugó cuatro temporadas en la NFL en la posición de wide receiver con los San Francisco 49ers.

## Carrera

### Universidad
Jugó para los Auburn Tigers de 1969 a 1971, y Beasley tuvo 141 recepciones para 2,507 yardas y 29 touchdowns, los tres récords de la universidad, y fue nominado al Heisman Trophy, el cual terminó ganando el quarterback Pat Sullivan. Sus 29 recepciones de touchdown en una temporada actualmente es el récord de la SEC. Ganó la distinción de All-American en 1970 y 1971. Lideró la SEC en recepciones, yardas totales y touchdowns en 1970 con 52 recepciones, 1,051 yardas y 72 puntos. En 1971 fue seleccionado como receptor del año en Touchdown Club of Columbus. Beasley es uno de tres jugadores de Auburn que tienen su número retirado en la universidad, junto a Sullivan y Bo Jackson. Fue exaltado al College Football Hall of Fame en 2002.

### Profesional
Beasley fue seleccionado en el Draft de la NFL de 1972 por los San Francisco 49ers, pero su carrera como profesional fue corta y se retiró a causa de las lesiones en 1975.

### Muerte
El 31 de enero de 2024, 6 días antes de su cumpleaños 74, Beasley murió a causa de un aparente suicidio en su casa en Moody, Alabama, a la edad de 73 años.